# Styringomyia edwardsiana
Styringomyia edwardsiana är en tvåvingeart som beskrevs av Alexander 1930. Styringomyia edwardsiana ingår i släktet Styringomyia och familjen småharkrankar. Inga underarter finns listade i Catalogue of Life.